# Manuel Antonio Fernández de Paredes
Manuel Antonio Ubaldo Fernández de Paredes y Echarri (Lima, 14 de diciembre de 1725-1802), noble criollo, militar y funcionario colonial en el Virreinato del Perú, III Marqués de Salinas.

## Biografía
Hijo del capitán limeño Francisco Fernández de Paredes y Clerque, y de la piurana Rosa Mauricia de Echarri y Sojo, II Marquesa de Salinas. Por la muerte de su madre heredó su título nobiliario, con la obligación de pagar lanzas y media anata (5 de febrero de 1737), porque solamente a ella había sido otorgada la exención de este tributo. Inició sus estudios superiores en el Colegio Real de San Martín (16 de junio de 1742).
De su padre heredó el empleo de escribano mayor de gobernación y guerra del Virreinato. Posteriormente sería reconocido como coronel del Regimiento de Infantería de las Milicias Provinciales de Lima y teniente coronel de los Reales Ejércitos.
Fue elegido alcalde ordinario de Lima (1760), investido con el hábito de caballero de la Orden de Santiago (1790), siendo honrado además con el título de consejero en el Real Consejo de Hacienda.

## Matrimonio y descendencia
Contrajo matrimonio en 1745 con la limeña Evarista Geldres y Molleda, con quien tuvo a:
- Tomás Fernández de Paredes y Geldres de Molleda, militar y terrateniente en Piura, soltero.
- Manuel Antonio Fernández de Paredes y Geldres, IV Marqués de Salinas, soltero.
- Juan José Fernández de Paredes, caballero de la Orden de Carlos III, casado con Francisca Carrillo de Albornoz y Salazar, sin sucesión.
- Gregorio Fernández de Paredes, eclesiástico, caballero de la Orden de Carlos III, padre del prócer José Gregorio Paredes.
- José Fernández de Paredes, V Marqués de Salinas, casado con Manuela de Noriega y Domínguez, con sucesión.

| Predecesor: Juan de Palomares y Córdoba | Alcalde ordinario de Lima Segundo voto 1760 | Sucesor: Nicolás de Tagle y Bracho |